# Геологія Литви

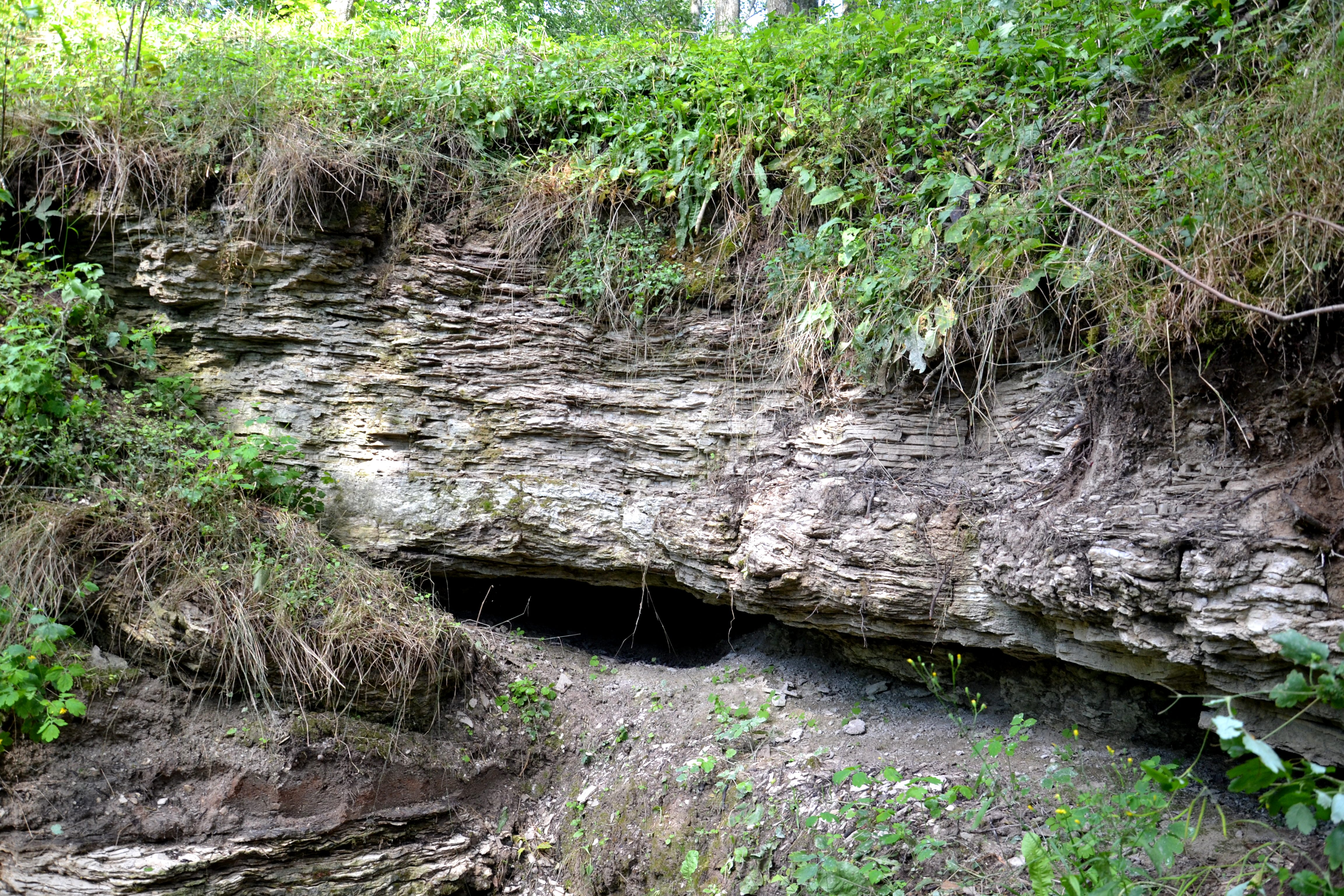
Євина діра — карстове провалля, Біржайський район, Литва

Литва має складну та різноманітну геологічну будову, сформовану протягом мільярдів років. Її територія лежить у межах Балтійського щита та Східно-Європейської платформи, де фундамент утворений докембрійськими кристалічними породами. Вище залягають осадові шари палеозойського, мезозойського та кайнозойського віків, що містять корисні копалини — вапняки, глини, піски, гравій. Значну роль у сучасному рельєфі відіграли льодовики плейстоцену, які залишили моренні гряди, зандрові рівнини та озерні улоговини. Геологічна історія Литви відображає поєднання давніх тектонічних процесів і льодовикових формування, що визначають природні ресурси та ландшафт країни.

## Геологічна будова
Територія Литви розташована в західній частині Східно-Європейської платформи, в межах якої виділяються Балтійська синекліза (південно-східний борт), Мазурсько-Білоруська антекліза (північно-західний схил) і Латвійська сідловина. Глибина залягання фундаменту змінюється від 200 м (Мазурсько-Білоруська антекліза) до 2200 м (Балтійська синекліза). Фундамент представлений архейськими і нижньопротерозойськими інтрузивними і метаморфічними породами (граніти, гнейси). У г.п. фундаменту розвинена залізорудна мінералізація (Південна Литва). Осадовий чохол розчленований на комплекси: верхньопротерозойсько-нижньокембрійський, нижньокембрійсько-нижньодевонський,  нижньодевонсько-нижньопермський і верхньопермсько-четвертинний. Всі ці комплекси відрізняються різними структурними планами і розділені великими регіональними перервами і кутовими неузгодженостями. Більшість комплексів і формацій приурочені до Балтійської синеклізи, а на Мазурсько-Білоруській антеклізі розвинені переважно утворення тріасово-четвертинної доби. 
У верхньопротерозойсько-нижньокембрійському комплексі потужністю до 300 м (на північному сході) виділяються аркозова глинисто-піщана строкато-кольорова (венд) і піщано-глиниста сірокольорова (венд-нижній кембрій) теригенні формації. У вендських відкладах відомі рудопрояви поліметалів. Нижньокембрійсько- нижньодевонський комплекс потужністю 250—1100 м (на північному заході) поширений на більшій частині території Литви і представлений відкладами теригенної глинисто-піщаної сірокольорової (нижній і середній кембрій), карбонатної (ордовик—силур) і строкатокольорової піщано-глинистої (девон) формацій. До нижньої частини розрізу приурочені покладу нафти (Західна Литва). 
Відклади нижньодевонсько-нижньопермського комплексу потужністю 50—850 м (на північному заході), які є на всій території Литви, включають головним чином глинисто-піщану строкато-кольорову (девон), змішану піщано-глинисто-карбонатну, місцями з прошарками гіпсу (верхній девон), карбонатно-теригенну (нижньокам'яновугільна) і теригенну строкатокольорову (нижний перм) формації. До верхньодевонських відкладів (Північна Литва) приурочені доломіт і гіпс. Верхньопермсько-неогенові відклади поширені на заході та півдні і представлені карбонатною і сульфатною (верхній перм), теригенною строкатою (нижній тріас), глинисто-піщаною сірокольоровою (верхній тріас — нижня юра), глинисто-піщаною і карбонатною (середня і верхня юра), піщаною і карбонатною «білої крейди» (крейда, палеоцен), теригенною піщано-глинистою (палеоген) і піщаною (неоген) формаціями. З відкладами верхньої пермі і нижнього тріасу пов'язані родовища цементних вапняків і глин (Північна Литва), крейди — ґлауконіт, мергелі, опоки (Південна Литвап), неогену — скляні піски (Східна Литва). Четвертинні утворення в межах Литви розвинені і представлені валунно-льодовиковою формацією, до якої приурочено більшість родовищ нерудних будівельних матеріалів (будівельні піски, гравій, керамічні глини), до малопотужних голоценових відкладів — прісноводне вапно і поклади торфу.